# متحف البرازيل الوطني

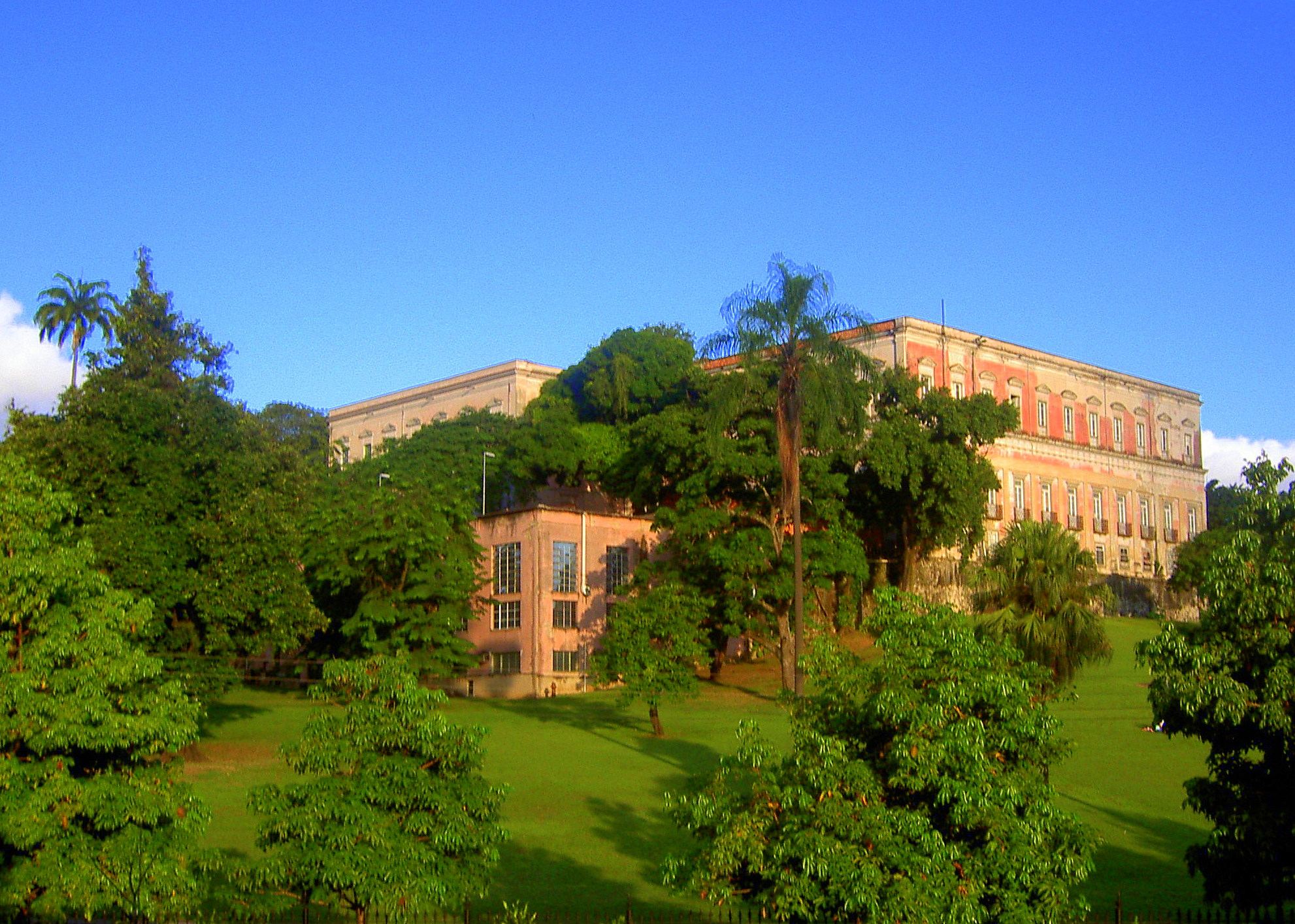
المتحف الوطني في البرازيل (side façade)

متحف البرازيل الوطني ويطلق عليه أيضا المتحف الوطني البرتغالى لأنّ من أنشأه هو ملك البرتغال. ويقع المتحف في حديقة كينتا دا بوا فيستا في مدينة ريو دي جانيرو في البرازيل.
في 2 سبتمبر 2018 ليلًا، احترق قصر سانت كريستوفر والذي أدى إلى حدوث حريق في متحف البرازيل الوطني.

## التاريخ
تم إنشاء المتحف عام 1818 من قبل الملك البرتغالي دوم جواو السادس الذي عاش في الفترة (1769-1826) تحت اسم المتحف الملكي في مبادرة لتنشيط البحث العلمي في البرازيل. تضمن المتحف أساساً عينات لبعض الحيوانات وخصوصا الطيور وهذا تسبب في تسمية المبنى القديم للمتحف والذي كان يقع في وسط ريو دي جانيرو بأنه «بيت الطيور» حسب السكان المحليين.
ومع زواج ابن الملك الذي أسس المتحف واسمه دوم بيدرو الأول والذي أصبح فيما بعد أول امبراطور للبرازيل من أميرة النمسا بدأ المتحف يجذب اهتمام أكبر الباحثين الأوروبيين الذين يعشقون الطبيعة في القرن التاسع عشر مثل ماكسيميليان زو ويد نوويد (1782-1867) ويوهان بابتيست فون سبيكس (1781-1826)، وكارل فريدريش فيليب فون مارتوس (1794-1868) وأوغوستين سانت هيلاري (1799-1853) والبارون فون لانجسدورف (1774-1891).
بحلول نهاية القرن 19th طوره الإمبراطور دوم بيدرو الثاني (1825-1891) ليشمل نشاطات الأنثروبولوجيا وعلم المتحجرات وعلم الآثار
وهذا الإمبراطور نفسه كان هاوياً للعلوم ومؤيداً متحمساً لجميع فروع العلم وقد ساهم في جمع بعض القطع التي تخص فنون مصر القديمة والأحافير، والتي اقتناها خلال من رحلاته إلى الخارج.

## المعروضات
يعد المتحف أحد أكبر المعارض في الأمريكتين، وتضم معروضاته: الحيوانات والحشرات، والقطع المعدنية، والأدوات المنزلية التي كان يستخدمها السكان الأصليون والمومياءات المصرية وتحف أثرية من أميركا الجنوبية وقطعاً من النيازك، والأحافير وغيرها.

## حريق المتحف 2018
في 2 سبتمبر 2018 الساعة 19:30 بالتوقيت المحلي، اندلعَ حريق كَبير في قصر سانت كريستوفر والذي يضم متحف البرازيل الوطني في ريو دي جانيرو. كانت ردود الأفعال على الخسارة التراثية سريعة جدًا، حيثُ يتضمن المُتحف أكثر من 20 مليون قطعة، وقد وصفَ رئيس البرازيل ميشال تامر فقدان التراث التاريخي والثقافي بأنهُ «لا يُمكن حسابه». لم يُحدد بعد سبب اندلاع الحريق، ولكنه قد يكون مُتصلًا بالنقص المُستمر في التمويل المتاح للمتحف في العقد السابق. لم يتم الإبلاغ عن أي إصابات.

## الروابط الخارجية
- موقع المتحف الوطنى
- المتحف الوطنى في ريو دي جانيرو. .